# لودویک گامبوآ
لودویک گامبوآ (انگلیسی: Ludovic Gamboa؛ زادهٔ ۱۴ ژانویهٔ ۱۹۸۶) بازیکن فوتبال اهل فرانسه است.
از باشگاه‌هایی که در آن بازی کرده‌است می‌توان به باشگاه فوتبال استاد رنس، باشگاه فوتبال آنژه، و باشگاه فوتبال لو آور اشاره کرد.